# 장창선
장창선(張昌宣, 1942년 6월 12일 ~ )은 대한민국의 전 레슬링 선수이다.

## 생애
인천 출신으로 1964년 도쿄 올림픽 자유형 레슬링 플라이급 은메달을 획득하였다.